# George Pérez
George Pérez (Nueva York, 9 de junio de 1954-Sanford, 6 de mayo de 2022) fue un dibujante y escritor de cómics estadounidense de ascendiencia puertorriqueña. Fue reconocido por su estilo claro, dinámico y detallista, especializándose en escenas de acción con multitud de superhéroes. Se lo consideraba, junto a John Byrne, uno de los artistas más populares e influyentes de los cómics de la década 1980.

## Biografía
Su familia llegó desde Puerto Rico en los años 40 y se establecieron en el Bronx, donde ya existía y existe una gran comunidad puertorriqueña. Los padres de Pérez trabajaban en una fábrica y, con el tiempo, se mudaron a Flushing, Queens, New York. Allí, visitaba con frecuencia una comiquería llamada “Mike’s Comic Hut” y quedó fascinado con los cómics y sus ilustraciones.
Entre sus primeros trabajos encontramos Sons of the Tiger (Hijos del Tigre), una tira de acción y aventura en blanco y negro publicada por Marvel Comics en su revista Deadly Hands of Kung Fu con guiones del prolífico escritor Bill Mantlo. Junto a Mantlo creó a White Tiger (Tigre Blanco), un personaje que pronto aparecería en otros cómics a color, sobresaliendo en los títulos de Spider-Man. Aún dentro de Marvel Comics, Pérez logró destacarse cuando comenzó a ilustrar The Avengers (Los Vengadores) a partir del número 141 en una de sus etapas más reconocidas, que abarcó por ejemplo el regreso de Wonder Man (el Hombre Maravilla) y la Saga de Korvac.
Su estilo inicial parecía muy influenciado por Jack Kirby, uno de los principales creadores de Marvel de los años 60, aunque con un mayor sentido de la anatomía y preferencia por hacer que lo que dibujara pareciera más iluminado y hermoso. En los 70, Pérez ilustró muchos otros cómics de Marvel, incluyendo Fantastic Four (Los 4 Fantásticos), donde comenzó a trabajar junto con Marv Wolfman.
Poco después, se trasladó a DC Comics donde, luego de una temporada muy popular en Justice League of America (Liga de la Justicia de América), su carrera despegó con el lanzamiento de The New Teen Titans (Los Nuevos Titanes), escritos por Wolfman. La idea detrás de esta encarnación de los Teen Titans era “responder” al aumento en popularidad de los X-Men de Marvel que habían sido relanzados por Chris Claremont y John Byrne. Ciertamente, Wolfman y Pérez lograron el éxito. Durante sus cuatro años en Teen Titans, las características de Pérez en cuanto a diseño, detalles y rostros mejoró inmensamente, convirtiéndolo en uno de los artistas más populares en el mundo de los cómics.
DC y Marvel hicieron planes para realizar un crossover entre Avengers y la Justice League of America, del cual Pérez llegó a dibujar 21 páginas, pero que finalmente fue cancelado por diferencias entre las editoriales. Por la misma razón, tampoco tuvo lugar una continuación del crossover entre los X-Men y los Teen Titans que realizaría junto a Marv Wolfman (el primer crossover X-Men/Teen Titans no fue dibujado por él sino por Walter Simonson).
A continuación, Wolfman y Pérez realizaron la serie que marcó los 50 años de DC Comics: Crisis on Infinite Earths (Crisis en Tierras Infinitas). Allí incluyó a todos y cada uno de los personajes pertenecientes a DC en medio de una historia que reestructuró radicalmente la continuidad del Universo DC. En esta miniserie de 12 números, el trabajo de Pérez fue entintado por dos de los mejores entintadores del cómic de aquella época: Dick Giordano y Jerry Ordway.
Luego de Crisis, fue el encargado del relanzamiento de Wonder Woman (Mujer Maravilla). Su acercamiento al personaje produjo un mayor envolvimiento de los dioses griegos al mismo tiempo que descartaba los elementos irrelevantes de su historia. Al principio, trabajó las historias junto a Len Wein, pero más tarde tomó a su cargo la totalidad de la tarea de guionista. Pese a no ser tan popular como Teen Titans o Crisis, el cómic resultó ser el relanzamiento exitoso de uno de los principales personajes de DC, y muchos fanes opinan que su época en Wonder Woman es uno de los puntos más altos en la carrera de Pérez.
Desafortunadamente, fue durante este período que tuvo problemas con DC Comics. Pérez declaró que había tenido inconvenientes (principalmente editoriales) escribiendo War of the Gods (La guerra de los dioses), una historia que atravesaba el cómic de Wonder Woman y se desplazaba por otros desde su inicio. Sentía que DC Comics no estaba haciendo lo suficiente por celebrar los 50 años del personaje y, lo que era peor, DC no colocó el cómic para distribución en puestos de diarios y revistas, lo que significaba que el único lugar donde podría comprárselo sería en comercios especializados en cómics. Además, había construido el argumento para casar a los personajes de Steve Trevor y Etta Candy en el último número; cuando descubrió que los editores de DC no sólo habían decidido contratar como guionista de Wonder Woman a William Messner-Loebs sino que también le habían asignado escribir la escena final con el casamiento, Pérez renunció al cómic y se distanció de DC Comics por muchos años.
Aunque en los años 90 trabajó en varios proyectos muy populares (como Sachs and Violens y Hulk: Future Imperfect (Hulk Futuro imperfecto), ambos escritos por Peter David), ya no se encontraba en el centro de atención del público. Finalmente, regresó a un título mensual importante con el tercer volumen de The Avengers (Los Vengadores), escrito por Kurt Busiek, donde permaneció por casi tres años y volvió a recibir los aplausos de los fanes y la crítica debido a su arte elegante y dinámico. Luego de abandonar este cómic, él y Busiek se dedicaron a producir JLA/Avengers (LJA/Vengadores), el crossover largamente esperado que salió a la venta a fines de 2003. Para Pérez, esto significó el cierre de una etapa luego de la cancelación del proyecto en los 80.
Participó brevemente del número final de Avengers, concluyendo la historia Vengadores desunidos que culminó con la separación del grupo.
En sus últimos años, trabajó en los guiones y dibujos de varios proyectos relacionados con Infinite Crisis (Crisis infinita) y The Brave and the Bold. Además, junto con Marv Wolfman, estvo realizando la adaptación de la saga "Judas Contract" (El contrato Judas) para una película de los Teen Titans (Jóvenes Titanes) que saldrá en DVD. También se desempeña como vicepresidente de la fundación de caridad A Commitment To Our Roots (Un compromiso con nuestras raíces).

## Salud
En diciembre de 2021, informó a través de su página de Facebook que padecía cáncer de páncreas, el que era inoperable y se encontraba en fase terminal. Según estimaciones médicas, su esperanza de vida entonces era de 6 a 12 meses. Finalmente, falleció el 6 de mayo de 2022.

## Obras principales
- The Avengers (vol. 1) #141–162, 167–172, 194–196, 198–202; Annual #6, 8 
- The Avengers (vol. 3) #1–15, 18–25, 27–34; Annual 1998 
- The Inhumans (vol. 2) #1-12
- Crisis on Infinite Earths #1–12 
- Fantastic Four (vol. 1) #164–167, 170–172, 176–178, 184–188, 191–192 
- History of the DC Universe #1–2 
- Hulk: Future Imperfect #1–2 
- Infinite Crisis #1-7 (tapas y algunos dibujos interiores)
- Infinity Gauntlet #1–4 
- JLA/Avengers #1–4 
- Justice League of America #184–186, 192–197, 200 
- The New Teen Titans (vol. 1) #1–4, 6–40; Annual #1–2 
- The New Teen Titans (vol. 2) #1–5, 50–61 
- The Brave and the Bold (vol.2)#1-12 
- Superman: Whatever Happened to the Man of Tomorrow? 
- Wonder Woman (vol. 2) #1–32; Annual #1–2 
- Uncanny X-Men (vol. 1) Annual #3
- War of the Gods (limited series)#1-4 
- Ultraforce #1-8

## Premios
Recibió numerosos reconocimientos por su trabajo dentro de la industria.
Junto con Marv Wolfman y Romeo Tanghal, su trabajo en The New Teen Titans (vol. 2) #50 logró en 1985 la nominación a Mejor Historia de los Premios Jack Kirby.
Su trabajo en Crisis on Infinite Earths junto a Marv Wolfman obtuvo en 1985 el Premio Jack Kirby a la Mejor Miniserie.
Año 1989 Premio Haxtur a la "Mejor Historia Larga" por "Wonder Woman" en el Salón Internacional del Cómic del Principado de Asturias Gijón
Año 1989 Nominación Premio Haxtur a la "Mejor Portada" por "Wonder Woman" 
Año 1995 Nominación Premio Haxtur a la "Mejor Historia Larga" por "Sach&Violens"

## Información extra
- Destacó por utilizar un rapidógrafo cuando entinta. A diferencia de las plumas fuentes que se utilizan con mayor frecuencia, los rapidógrafos tienden a no permitir una variación de profundidad en las líneas que son de esperar cuando se entinta un cómic. Esto le otorga al trabajo de Pérez un aspecto inusual.

- Las 21 páginas del frustrado crossover JLA/Avengers de los años 80, fueron publicadas hace poco en la edición especial JLA/Avengers: The Collector’s Edition.

- Una versión animada suya apareció brevemente en la serie animada Teen Titans durante el episodio “Go” de 2005. Este episodio es una adaptación de New Teen Titans #1. Además, en el episodio “For Real”, André LeBlanc ataca el Banco de Pérez.

- En City of Heroes (Ciudad de héroes), un juego en red para computadoras sobre superhéroes, toda una zona dentro del juego, el parque Pérez, fue bautizado en su honor.

- La película Justice League: Crisis on Infinite Earths estrenada en 2024, está dedicada en memoria de Perez.